# Cinipe
Cínipe (in greco antico: Κίνυψ?) era una colonia greca della Libia.

## Storia
Viene menzionata da Erodoto, che descrive la fertilità del suo territorio, bagnato da un fiume che porta lo stesso nome, che produceva con grande abbondanza rispetto a qualunque altro territorio un frutto chiamato frutto di Demetra. Intorno agli anni 520-512 a.C., dopo che gli Spartani avevano proclamato re Cleomene, suo fratello Dorieo, contrariato in quanto pensava di essere lui il prescelto, partì, con un gruppo di uomini, per fondare una colonia in Libia guidato da uomini di Santorini. Si stabilì quindi a Cínipe ma due anni dopo venne espulso da libici di Cartagine e fece ritorno in Peloponneso.
Nel Periplo di Scilace viene citata come una città deserta.
Viene localizzata a circa 18 km ad est di Leptis Magna.